# 蘇厄德縣 (堪薩斯州)
蘇華德縣（英語：Seward County，縮寫SW）是美国堪薩斯州西南部的一個縣，南鄰奧克拉荷馬州，面積1,659平方公里。根据2020年美國人口普查，共有人口21,964人。縣治自由城（Liberal）。該縣成立於1873年3月6日，1886年2月18日改名，縣政府成立於1866年2月9日；縣名紀念力主購買阿拉斯加州的美国国务卿威廉·亨利·蘇華德。